# Star Dust (album Pat Boone)
Star Dust (reso anche come Stardust) è il sesto album in studio del cantante statunitense Pat Boone.
Il disco è stato il miglior successo commerciale dell'artista, raggiungendo la seconda posizione nelle classifiche statunitensi.

## Tracce
1. Stardust
2. Blueberry Hill
3. Ebb Tide
4. Little White Lies
5. To Each His Own
6. Cold, Cold Heart
7. Deep Purple
8. Autumn Leaves
9. St. Louis Blues
10. Solitude
11. Anniversary Song
12. Heartaches
13. I'll Walk Alone
14. September Song

## Ricezione
L'album ha ottenuto un ampio successo di critica e commerciale